# Rotonda holandesa

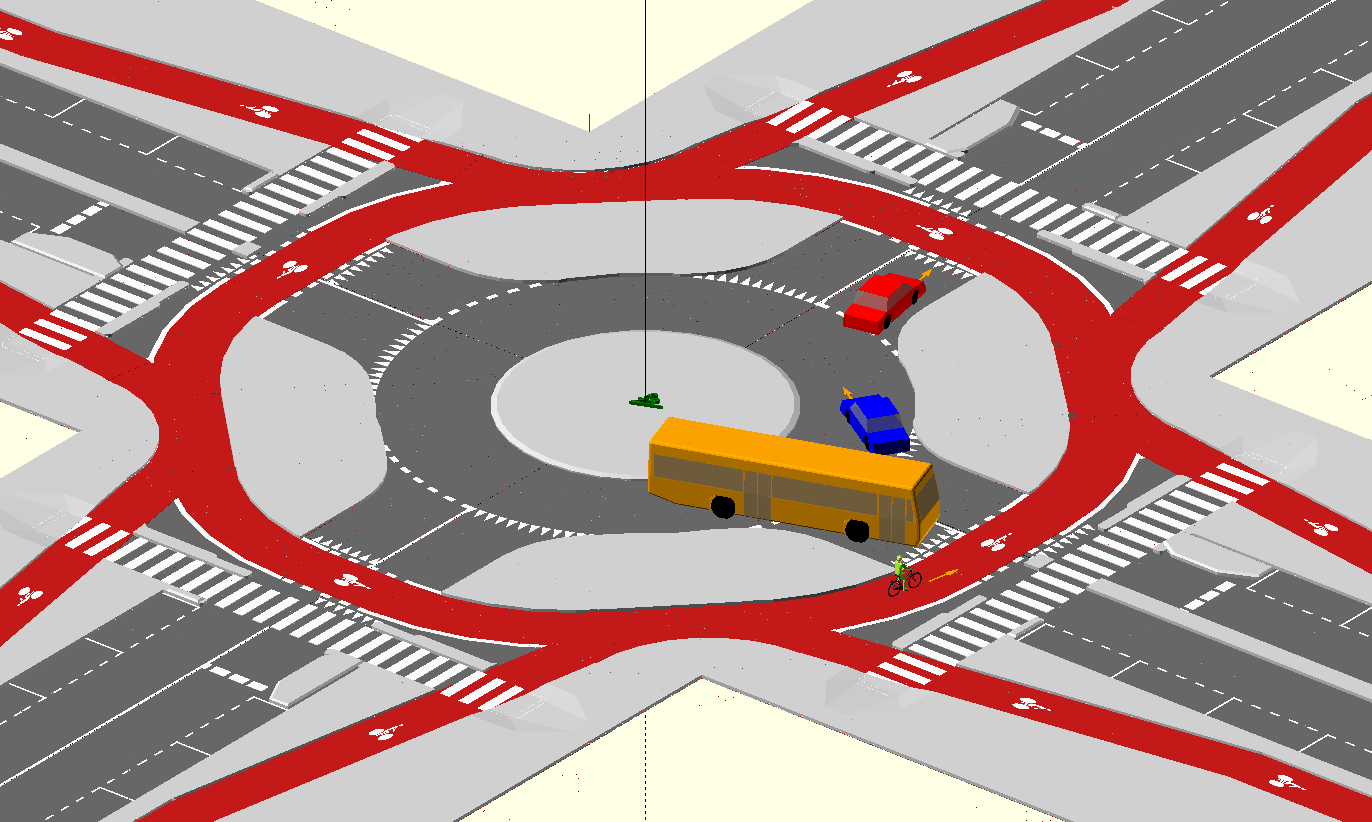
Esquema de una rotonda holandesa.

Una rotonda o glorieta holandesa es un tipo de rotonda que incorpora un carril bici en su perímetro para garantizar la seguridad de los ciclistas.

## Funcionamiento y seguridad

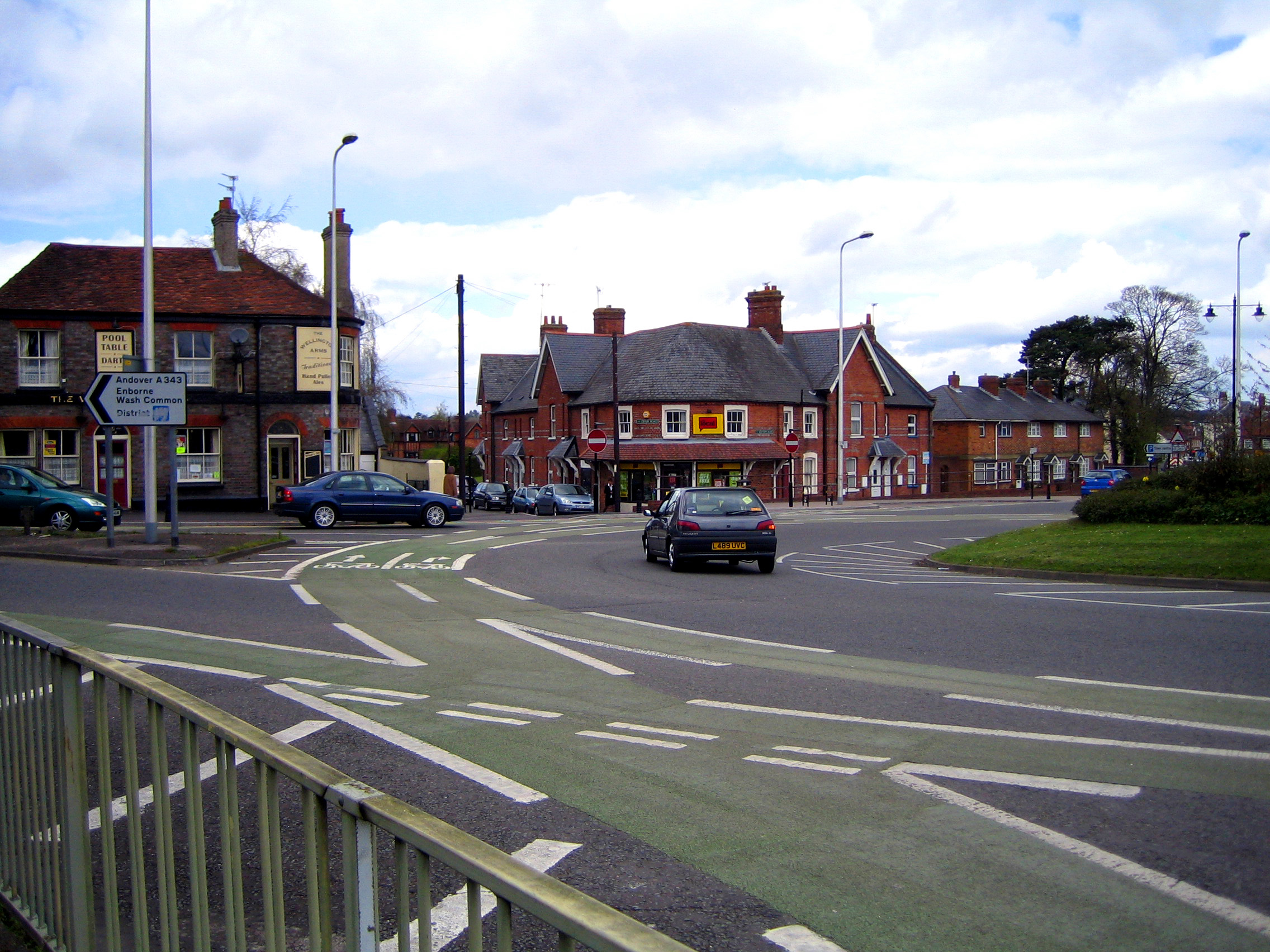
Rotonda holandesa en Reino Unido generada mediante urbanismo táctico.

Al igual que en todas las rotondas, la preferencia de paso la tiene quien se sitúa en el perímetro exterior, lo que en las rotondas holandesas corresponde a las bicicletas. En tanto que las rotondas son los lugares donde se producen más atropellos de ciclistas, este diseño permite una mayor seguridad, además de favorecer un tráfico más pacificado.